# Іоан Атаназевич
Іоа́н Атаназе́вич (24 червня 1873 — після 1917) — протоієрей, настоятель собору Антонія і Феодосія Печерських у Василькові, член III Державної думи від Київщини.

## Біографія

### Походження
Іоан Атаназевіч походив із родини потомствених православних священнослужителів і був онуком протоієрея Федора Атаназевіча, який служив у кінці XVIII — 1-й половині XIX століття на Поділлі і Київщині. Батько Іоана, Макарій Атаназевич (1834/1837 — 26 травня 1915), служив у 1862-1899 роках у селі Червоний Кут Уманського повіту, мав великий авторитет в духовному відомстві, вже після виходу за штат, з 1905 року перебував духівником благочиння і напередодні смерті удостоївся зведення в сан протоієрея.

### Служба і робота в Думі
Закінчив Уманське духовне училище і Київську духовну семінарію (1893). Після закінчення семінарії протягом трьох років перебував учителем церковно-парафіяльної школи в селі Щуляк Таращанського повіту, а в 1896-1897 роках — в селі Червоний Кут, де служив його батько Макарій Федорович; в 1896 році закінчив курси для вчителів церковно-парафіяльних шкіл.
28 лютого 1898 був висвячений єпископом Уманським Сергієм, вікарієм Київської єпархії, в священники в село Кути Уманського повіту, а в 1907, для боротьби з сектантством, переведений в село Кішенці, де проживало 263 адвентиста.
У 1907 році був обраний членом III Державної думи від Київщини. Входив до фракції помірно-правих. Був членом комісій: з народної освіти, продовольчої і переселенської справи.
Під час свого думського терміну знову змінив прихід — 7 травня 1909 року був призначений настоятелем Преображенської церкви села Маньківка того ж Уманського повіту.
9 жовтня 1911 року в Маньківці було освячена кам'яна будівля нової церковно-приходської школи, збудованої його стараннями, причому виступаючи на освяченні, о. Атаназевич заявив, що для повного задоволення потреб місцевого населення таких шкіл необхідно мати дві.
23 травня 1912 Іоан Атаназевич здобув вище призначення — настоятеля собору Антонія і Феодосія Печерських у Василькові.
Доля після 1917 року невідома.

### Родина
Був одружений з Юлією Атаназевич (народ. 1880), доньці священника; у них було двоє дітей.

### Нагороди
За службу по духовному відомству о. Атаназевич отримав традиційні церковні нагороди — набедреник (в період служби в с. Кути), скуфію (на Великдень 1908 роки) і камилавку (6 травня 1912 року).